# Царимир
Царими́р (болг. Царимир) — село в Пловдивській області Болгарії. Входить до складу общини Сиєдиненіє.

## Населення
За даними перепису населення 2011 року у селі проживали 1143 особи.
Національний склад населення села:
| Національність   | Кількість осіб | Відсоток |
| ---------------- | -------------- | -------- |
| болгари          | 1094           | 97,2%    |
| турки            | 18             | 1,6%     |
| цигани           | 12             | 1,1%     |
| Всього відповіли | 1125           |          |

Розподіл населення за віком у 2011 році:
Динаміка населення: